# Lahraj
Lahraj (en arabe : لحرج) est une commune du sud de la Mauritanie, située dans le département d'Ould Yengé de la région de Guidimakha.

## Géographie
La commune de Lahraj est située dans la région de Guidimakha, au sud de la Mauritanie. Elle est positionnée au nord-est dans le département d'Ould Yengé et elle s'étend sur 1 070 km2.
Elle est délimitée au nord par les communes de Legrane et de Sani, à l’est par les communes de Kankossa et de Hamed, au sud par les communes de Leaweinat et de Tektake, à l’ouest par la commune de Bouanzé.

## Histoire
Lahraj a été érigée en commune par l'ordonnance du 20 octobre 1987 instituant les communes de Mauritanie.

## Démographie
Lors du Recensement général de la population et de l'habitat (RGPH) de 2000, Lahraj comptait 6 360 habitants.
Lors du RGPH de 2013, la commune en comptait 7 526, soit une croissance annuelle de 1,4 % sur 13 ans.

## Administration
La commune de Lahraj fait partie depuis 2018 de l'arrondissement du même nom, dont elle est le chef-lieu. Il est composé de deux autres communes : Bouanzé et Dafort.
La mise en place de ce nouvel arrondissement a été remise en question par de nombreuses personnes car rien ne la justifiait et elle pose problème à de nombreux habitants.

## Économie
L'agriculture est au centre de l'économie de Lahraj, comme quasiment toutes les communes de la région. Mais cette économie est fragile car elle rencontre des obstacles à son développement, notamment les conditions climatiques ou le manque de moyens des agriculteurs. Pour faire face à ces obstacles, l'état ou différentes ONG financent des projets qui améliorent les conditions de vie des habitants.